# Julián del Casal
Julián del Casal (L'Avana, 7 novembre 1863 – L'Avana, 21 ottobre 1893) è stato un poeta cubano.
Autore malinconico e pessimista, è considerato, insieme a Manuel Gutiérrez Nájera e José Asunción Silva, un precursore del movimento letterario modernista. 
Tra le sue opere le raccolte di poesie Hojas al viento, del 1890, Nieve, del 1892, e Bustos y rimas, pubblicato postumo nell'anno della sua morte.